# ملفين براون
ملفين بروان (مواليد 28 يناير 1979) هو لاعب كرة قدم. يلعب مع منتخب المكسيك لكرة القدم. سبق له أن لعب في كأس العالم لكرة القدم مع منتخب بلاده.

## روابط خارجية
- ملفين براون على موقع قاعدة بيانات كرة القدم.إي يو (الإنجليزية)
- ملفين براون على موقع ناشيونال فوتبول تيمز (الإنجليزية)
- ملفين براون على موقع Soccerway.com (الإنجليزية)
- ملفين براون على موقع عالم كرة القدم.نت (الإنجليزية)